# منطقه لاگائیپ-پورگرا

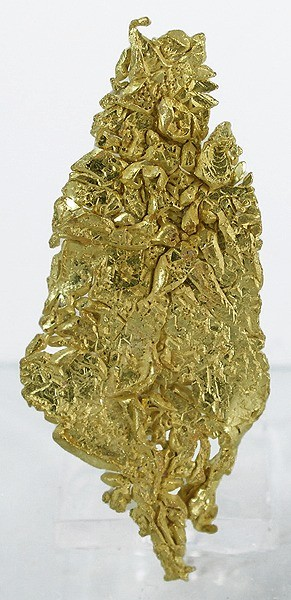
نمونه‌ای از طلای به دست آمده از پورگرا ، مربوط به دهه ۱۹۸۰ میلادی.

منطقه لاگائیپ-پورگرا یکی از منطقه‌های استان انگا واقع در کشور پاپوآ گینه نو می‌باشد. مرکز این منطقه لاگائیپ-پورگرا است. چمعیت منطقه مطابق با سرشماری رسمی سال ۲۰۰۰ میلادی ۸۶٬۹۰۱ بوده است. این منطقه خود از ۴ فرمانداری محلی تشکیل می‌گردد که هر فرمانداری به منظور سهولت در امر آمارگیری خود به چند بخش تقسیم می‌شود. 

## تقسیمات
این منطقه دارای ۴ فرمانداری محلی است که اسامی آن‌ها به شرح زیر است:
- فرمانداری محلی روستایی لاگائیپ
- فرمانداری محلی روستایی مایپ-مولیتاکا
- فرمانداری محلی روستایی پائی الا-هوا
- فرمانداری محلی روستایی پورگرا